# Geraniol
Geraniol is een organische verbinding met een zoete geur die doet denken aan roos en pelargonium.

## Voorkomen
Geraniol komt in veel soorten planten voor, bijvoorbeeld de roos, pelargonium en palmarosa. De etherische olie kan uit de plant worden gewonnen door stoomdestillatie. Met name palmarosaolie bevat veel geraniol, het werd hier uit 1871 uit geïsoleerd door Jens Peter Jacobsen. Het is nog steeds een van de meest gebruikte isolaten in de parfumindustrie.

## Isolatie en zuivering
In de beginjaren van het gebruik werd geraniol uitsluitend geïsoleerd uit palmarosaolie, ook nu wordt deze methode nog wel gebruikt. De olie wordt behandeld met calciumchloride welke alleen met de geraniol reageert. Met apolaire oplosmiddelen wordt deze verbinding van de overige bestanddelen van de olie gescheiden. Vervolgens wordt de verbinding ontleed met behulp van water. Door destillatie wordt vervolgens vrijwel zuivere geraniol verkregen.

## Synthese
Geraniol kan worden bereid door geranial (citral A) te reduceren met aluminiumisopropylaat. De meest gangbare methode is die uit pineen. Bèta-pineen wordt door pyrolyse omgezet in myrceen. Met behulp van waterstofchloride en een katalysator wordt onder meer geranylchloride gevormd. Via een tussenstap waarbij de geranylchloride wordt omgezet in geranylacetaat wordt door hydrolyse van deze ester ten slotte geraniol gevormd.

## Toepassingen
In parfum en andere geurcomposities wordt geraniol gebruikt als geurstof in rozengeuren, pelargoniumgeuren en in mindere mate in andere bloemengeuren. Geraniol en met name de oxidatieproducten van geraniol kunnen een parfumallergie veroorzaken, vandaar dat de stof bij gebruik in cosmetica op het etiket vermeld moet worden, tenzij het in zeer kleine hoeveelheden voorkomt. Het FEMA-nummer is 2507.
In levensmiddelaroma's wordt geraniol ook gebruikt, met name in vruchtenaroma's.
Geraniol zou een efficiënt insectenafwerend middel zijn, een mogelijk minder gevaarlijk alternatief voor DEET. In de Verenigde Staten wordt het, al dan niet in combinatie met citronellol of nerol, verwerkt onder meer in polsbandjes, handdoekjes etc. om vliegen en muskieten af te weren.
Geraniol is een grondstof voor andere stoffen, bijvoorbeeld terpineol en diverse esters, zoals geranylacetaat.
Naast dat het voor cosmetica wordt gebruikt wordt het ook gebruikt voor cannabisplanten (wietplanten) In wiet wordt het gebruikt voor een rozige zoetigheid die het roken lekkerder maakt en een beter gevoel geeft.